# Pegomaç
Pegomaç (en francès Pégomas) és un municipi francès situat al departament dels Alps Marítims i a la regió de Provença – Alps – Costa Blava. L'any 1999 tenia 5.794 habitants.

## Demografia
| Evolució de la població |      |      |      |      |      |      |      |      |
| 1793                    | 1800 | 1806 | 1821 | 1831 | 1836 | 1841 | 1846 | 1851 |
| 453                     | 431  | 345  | 482  | 582  | 625  | 621  | 634  | 616  |

| 1856 | 1861 | 1866 | 1872 | 1876 | 1881 | 1886 | 1891 | 1896 |
| ---- | ---- | ---- | ---- | ---- | ---- | ---- | ---- | ---- |
| 583  | 563  | 607  | 614  | 571  | 609  | 664  | 632  | 657  |

| 1901 | 1906 | 1911 | 1921 | 1926 | 1931  | 1936  | 1946  | 1954  |
| ---- | ---- | ---- | ---- | ---- | ----- | ----- | ----- | ----- |
| 735  | 678  | 771  | 728  | 927  | 1.009 | 1.032 | 1.069 | 1.170 |

| 1962  | 1968  | 1975  | 1982  | 1990  | 1999  | 2006 | 2011 | 2016 |
| ----- | ----- | ----- | ----- | ----- | ----- | ---- | ---- | ---- |
| 1.332 | 1.717 | 2.149 | 3.452 | 4.618 | 5.768 | -    | -    | -    |

| 2019 | - | - | - | - | - | - | - | - |
| ---- | - | - | - | - | - | - | - | - |
| -    | - | - | - | - | - | - | - | - |

## Administració
| Període   | Identitat        | Partit        |
| --------- | ---------------- | ------------- |
| 1989-1995 | Jean Barralis    | Divers droite |
| 1995-2001 | Gilbert Pibou    | UMP           |
| 2001-2004 | Christine Welker | Divers droite |
| 2004-     | Gilbert Pibou    | UMP           |

## Agermanaments
- Castel San Niccolò